# Pterygotrigla picta
Pterygotrigla picta és una espècie de peix marí pertanyent a la família dels tríglids.

## Descripció
Fa 34,4 cm de llargària màxima. És, sobretot, de color vermell amb taques negres prominents. És un peix marí i batidemersal que viu entre 200-500 m de fondària.
Es troba al sud d'Austràlia, Nova Caledònia, Nova Zelanda i Xile. És inofensiu per als humans.